# Dunajska moderna
Dunajska moderna (Wiener Moderne) označuje kulturno ustvarjanje v avstrijskem glavnem mestu na prelomu stoletja (od nekje 1890 do 1910). V političnih in družbenih nemirih, ki so končno vodili v razpad Avstro-Ogrske, prihaja do zadnjega vrhunca v filozofiji, slikarstvu, arhitekturi, glasbi in literaturi. Dunajska moderna se je razvila kot smer, ki je nasprotje naturalizmu. Nasproti prevladujočemu načelu o naturalističnem upodabljanju resničnosti je postavila »umetnost kot umetnost« (iz fr. L'art pour l'art v tridesetih letih 19. stoletja). Vsekakor pa je pod vplivom različnih, deloma nasprotujočih si stilov obdobij ob koncu stoletja (fin de siècle). 

## Ozadja in vplivi
Konservativna in katoliška monarhija Avstro-Ogrska je prišla v zadnjo fazo  pod vodstvom cesarja Franca Jožefa I.. Industrializacija se je v takratnem času razvijala razmeroma počasi, upravni aparat je bil ogromen, prav tako se so konflikti med narodnostmi v večnacionalni državi zaostrovali. V glavnem mestu Dunaj je leta 1900 živelo prek 2 milijona prebivalcev, veliko več kot danes. Dunaj je bil pravi talilni lonec za vse kulture, tukaj se je zbirala intelektualna elita. Barvito je bilo tudi politično življenje na Dunaju. Razvijali so se socialna demokracija (Viktor Adler), sionizem (Theodor Herzl) in avstromarksizem (Otto Bauer). Župan Karl Lueger je javno priznaval, da uporablja antisemitizem kot politično kampanjo. Leta 1914 je bilo 9% dunajskega prebivalstva Judov.  Judje so prav tako sodelovali pri umetniškem ustvarjanju, na primer judovskega izvora so bili Karl Kraus, Arthur Schnitzler, Gustav Mahler, Arnold Schönberg in Alfred Polgar. 
V končnem okolju blišča in propada se umetniki obračajo proti literarnemu gibanju stvarnega naturalizma, obračajo se v notranjost človeka in k psihi. Tako prihaja do razčlenitve jaza, jaz je označen kot nerešljiv (Ernst Mach). Zveza jaza in družbe, jaza in sveta ni utemeljena več razumsko, ampak se kaže kot meja med sanjami in realnostjo, med razumom in čustvom. Neko razpoloženje lahko za ustvarjalce tistega časa pove mnogo več kot katera koli beseda. 
Ideje so prejemali preko neposrednih osebnih odnosov z avantgardno angažiranimi avtorji. Arhitekt Adolf Loos je bil  vse svoje življenje navdušen nad Ameriko in prav tako odvisen od bivanja v Ameriki med letoma 1893 in 1896, predvsem je bil navdušen nad Chicagom in New Yorkom. Literarni kritik in avtor Hermann Bahr je neprenehoma potoval med Dunajem in Berlinom. Prav zaradi nenehnega potovanja, ter posledično sprejemanja vedno novih idej, se je sam znova in znova spreminjal. Sprva je bil wagnerjanec in privrženec Bismarcka, potem marksist, naturalist, simbolist, nato ekspresionist in na koncu konzervativni katolik. 

## Pomembna imena in skupine
Ernst Mach se je uveljavil kot filozof, fizik in znanstveni teoretik. Ludwig Wittgenstein je ogromno prispeval k analitični filozofiji in filozofiji jezika. 
Sigmund Freud je z utemeljitvijo psihoanalize močno spremenil  psihologijo. V letu 1899 je objavil svojo znamenito delo Interpretacija sanj.

## Likovna umetnost
Umetniško ustvarjanje se je združevalo v gibanjih dunajske secesije in v dunajskih delavnica (Wiener Werkstätte).
Najbolj izstopajoči in mednarodno pomembni slikarji so Gustav Klimt (Jugendstil), Oskar Kokoschka in Egon Schiele (ekspresionista).
Arhitekturo zaznamujeta Otto Wagner in Adolf Loos. Otto Wagner je napisal knjigo Moderna arhitektura od 1895 (Moderne Architektur von 1895), v kateri opiše konec obdobja in nadvlade historizma (zlasti gradnje na Wiener Ringstraße v neogrškem, neoromanskem in neobaročnem stilu). Pojma moderne še ne pozna, govori le o nujnosti prilagoditve arhitekture novim tehnološkim napredkom.

## Književnost
V literaturi moramo omeniti skupino Mladi Dunaj (Jung-Wien) v kavarni Café Griensteidl, v katero spadajo Hermann Bahr, Hugo von Hofmannsthal, Artur Schnitzler in Peter Altenberg. Kavarna je imela na Dunaju pomen kulturne institucije, govora je o tako imenovani »kavarniški literaturi« (Kaffeehausliteratur). Prav kavarna je za marsikaterega umetnika kot drugi dom, tukaj so nastajali feljtoni in priložnostna umetnost, deloma samo v obliki fragmentov. Altenberg je imenoval svoja dela »ekstrakt življenja«. Druge pomembne kavarne za umetnike so bile Café Central, Café Museum in Café Herrenhof. V teh kavarnah so se srečevali, poleg že zgoraj omenjenih, tudi Hermann Broch, Anton Kuh, Friedrich Torberg, Alfred Polgar, Egon Friedell, Georg Trakl, Joseph Roth in Robert Musil. 